# 福島市立御山小学校
福島市立御山小学校（ふくしましりつ おやま しょうがっこう）は、福島県福島市にある公立小学校である。

## 概要
福島市中心市街地北側の清水地域南東部を学区とし、一級水系阿武隈川水系松川右岸、御山地区の住宅地内に位置する。御山地区をはじめとした信夫山北麓部の人口増加に伴い福島市立清水小学校学区より分離新設された。2020年5月1日現在、18学級402名の児童が在籍する。

## 沿革
- 1994年10月27日 - 鉄筋コンクリート造3階建の校舎が竣工する。
- 1995年3月3日 - 水泳プールが竣工する。
- 1995年3月13日 - 屋内運動場が竣工する。
- 1995年4月1日 - 開校。

## 教育方針
- 豊かな心、深い英知、健康な体をもった人間性豊かな子どもを育てる

## 学校行事
| - 4月 - 5月 - 6月 | - 7月 - 8月 - 9月 | - 10月 - 11月 - 12月 | - 1月 - 2月 - 3月 |

## 通学区域
- 清水地区
  - 御山（字北早坂、南早坂、早坂山、山ノ神、山畑、中ノ山、米ケ沢、清水、清水尻、検田、中屋敷、稲荷田、庄司、大木、遠背戸、転石、田中、一本木、仲ノ町、上谷地、井戸上、南西原、西ノ原、荒田、清次郎作り、道割、山古谷地、三合田、北汁田、長滝、沢田、山田、下川原、中川原、松川原、三本松、谷地、古屋敷、東壁谷沢、西壁谷沢、前田、北川原のJR東北本線より東側）
  - 泉（下川原、長滝、長滝前、台、先達、大下、山根、火焼津、三斗蒔、下谷地、曲松、市道泉前原線より東側（川原前、下鎌、仲ノ町、仲田、弐斗蒔、道下のうち福島県道3号福島飯坂線より東側））
- 北信地区
  - 丸子（御山越、三條院、上川原のうち松川より南側）

## 進学先中学校
- 福島市立福島第四中学校
- 福島市立清水中学校
- 福島市立信陵中学校

## 学区 / 校区内の主な施設
- 国道13号
  - 信夫山トンネル
  - 信夫大橋
- 福島県道3号福島飯坂線（飯坂街道）
- 福島市清水学習センター本館
- 松川運動公園
- ヤマダデンキ家電住まいる館YAMADA福島店

## 交通
- 福島交通飯坂線 泉駅より約1Km[3]